# Puijotornet

Puijotornet är ett 75 meter högt utsiktstorn i Kuopio i östra Finland. Tornet ligger på toppen av Puijo. Tornet har en roterande restaurang med 100 sittplatser vilken fungerat problemfritt sedan öppnandet 1963. Tornets topp ligger på en höjd av 224 meter över Kallavesi sjöns yta och 306 meter över havet. Restaurangen ligger lite lägre. Tornet var det första med roterande restaurang i Norden. Arkitekt var Seppo Ruotsalainen. I närheten finns fyra hoppbackar, Puijo-backarna.

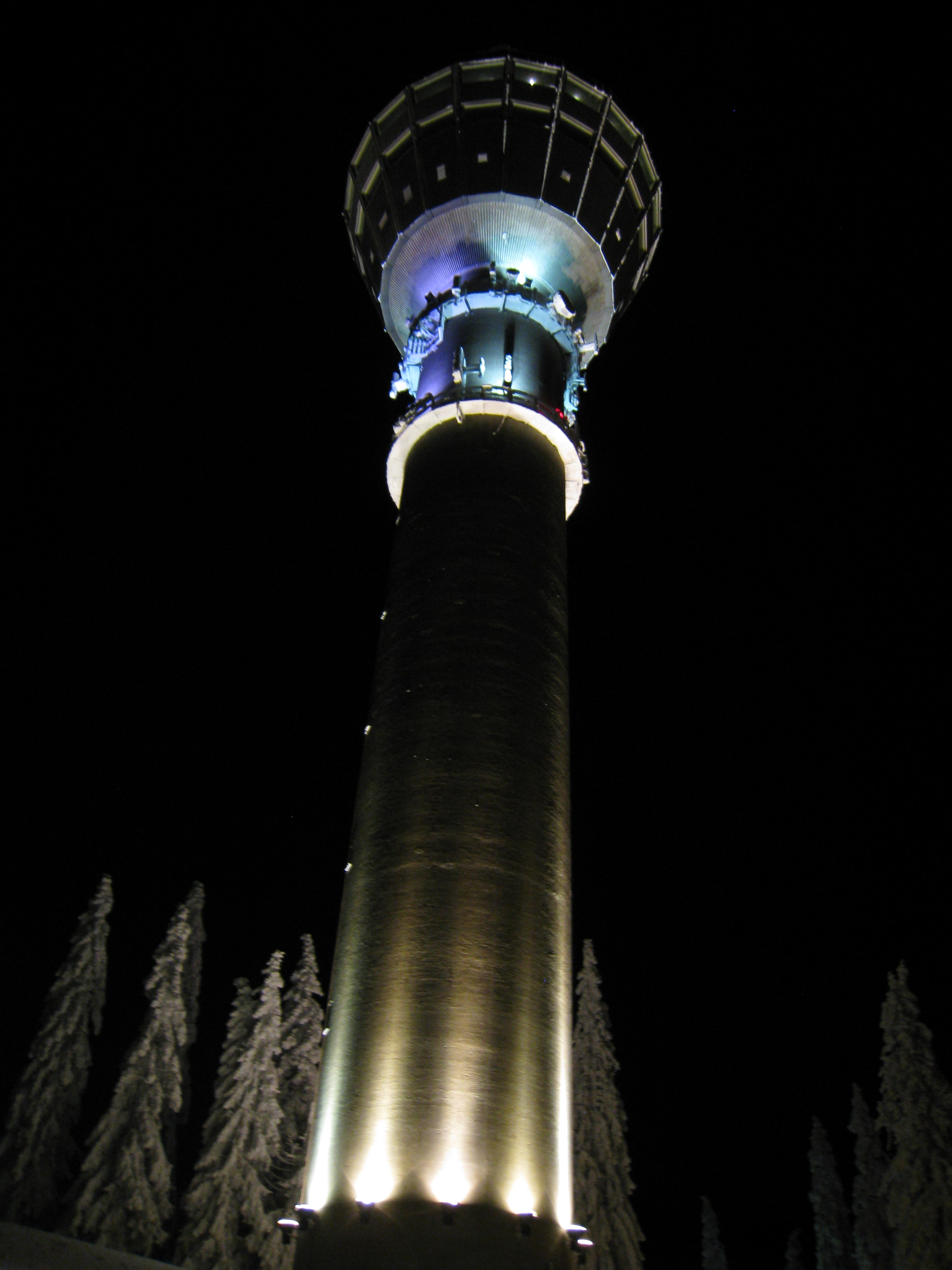
Puijotornet